# Bătălia de la Fort Henry
Bătălia de la Fort Henry a avut loc la 6 februarie 1862, în vestul statului Tennessee, în timpul Războiului Civil American. A fost prima victorie importantă a Uniunii și a generalului Ulysses S. Grant pe teatrul vestic de operațiuni.
În zilele de 4 și 5 februarie, Grant a debarcat două divizii imediat la nord de Fort Henry pe Râul Tennessee. (Deși nu era numită încă așa, trupele sub comanda lui Grant au constituit nucleul Armatei Tennessee, care a repurtat mai multe succese.) Planul său era de a avansa până la fort în ziua de 6 februarie în timp ce era atacată simultan de vasele înarmate comandate de Andrew Hull Foote. O combinație între eficiența tirului tunurilor navale și slaba aranjare din fort, aproape complet inundat de apele râului, l-a determinat pe comandantul acestuia generalul Lloyd Tilghman, să se predea lui Foote înainte de sosirea armatei.
Capitularea Fortului Henry a deschis Râul Tennessee traficului Uniunii dincolo de granița cu Alabama, ceea ce s-a concretizat printr-un raid al vaselor de lemn în perioada 6–12 februarie, care a distrus capabilitățile navale și podurile feroviare ale Confederației. Armata lui Grant a avansat pe jos 19 km și a luptat în Bătălia de la Fort Donelson.

## Context
La începutul lui 1861, statul de graniță Kentucky își declarase neutralitatea în lupta pentru păstrarea Uniunii. Această neutralitate a fost încălcată mai întâi la 3 septembrie când generalul confederat Gideon J. Pillow, sub ordinele generalului, a ocupat orașul Columbus și apoi două zile mai târziu de generalul unionist Ulysses S. Grant care, din proprie inițiativă, a ocupat Paducah. Din acest moment, niciun adversar nu a mai respectat declarația de neutralitate a statului și confederații au pierdut avantajul; zona-tampon furnizată de Kentucky nu mai putea fi folosită pentru apărarea Tennessee-ului.
Până la începutul lui 1862, de partea Confederației, un singur general, Albert Sidney Johnston, comanda toate forțele din Arkansas până la Pasul Cumberland. Dar forțele sale erau împrăștiate prea mult pe o linie defensivă prea lungă: flancul său stâng era Polk în Columbus cu 12.000 de oameni; flancul său drept era generalul Simon Bolivar Buckner aflat în Bowling Green, Kentucky, cu 4.000; centrul consta din două forturi sub comanda generalului Lloyd Tilghman, cu alți 4.000. Fort Henry și Fort Donelson erau singurele poziție ce apărau importantele cursuri ale râurilor Tennessee, respectiv Cumberland. Dacă aceste râuri ar fi fost deschise traficului militar al uniunii, două căi directe de invazie ar fi condus în statul Tennessee și de acolo și mai departe.
Comanda armatei din Vest a Uniunii suferea de lipsa unității, fiind organizată în trei departamente separate: Departmentul Kansasului, condus de generalul David Hunter, Departamentul Missouri, condus de generalul Henry W. Halleck, și Departamentul Ohio, sub comanda generalului Don Carlos Buell. În ianuarie 1862, necoordonarea comenzii era evidentă, deoarece nu se putea cădea de acord asupra niciunei strategii de pe teatrul de luptă din vest. Buell era presat pe linie politică să invadeze și să păstreze controlul asupra estului pro-unionist al statului Tennessee și s-a mișcat încet înspre Nashville. În departamentul lui Halleck, Grant a realizat diversiuni pe cursul superior al râului Tennessee pentru a distrage atenția de la înaintarea lui Buell, diversiune care a eșuat. Halleck și ceilalți generali din Vest erau toți presați pe linie politică de Președintele Abraham Lincoln să participe la o ofensivă generală înaintea aniversării zilei de naștere a lui Washington. În ciuda precauției sale, Halleck a reacționat până la urmă pozitiv față de propunerea lui Grant să avanseze spre Fort Henry. El spera că astfel își va îmbunătăți poziția în relație cu rivalul său, Buell. Dar el și Grant erau îngrijorați și din cauza zvonurilor că generalul confederat P.G.T. Beauregard va sosi pe teatrul de luptă cu întăriri masive, deci viteza de acțiune era importantă. La 30 ianuarie 1862, Halleck l-a autorizat pe Grant să ocupe Fort Henry.
Grant nu a pierdut timpul, și a plecat din Cairo la 2 februarie. Forța sa de invazie consta din 15–17.000 de oameni împărțiți în două divizii, sub comanda generalilor John A. McClernand și Charles F. Smith, precum și din Flotila Vestului, comandată de Andrew Hull Foote. Foote avea patru cuirasate (USS Cincinnati, USS Carondelet, USS St. Louis și USS Essex) sub comandă directă și trei vase de lemn înarmate (USS Conestoga, USS Tyler și USS Lexington) comandate de lt. Seth Ledyard Phelps. În prima parte a războiului, erau insuficiente vase de transport pentru aducerea tuturor trupelor într-o singură operațiune, deci ele trebuia să facă două drumuri pe râu pentru a ajunge la fort.

## Fort Henry
Fort Henry era o structură de bastion deschis din pământ cu o suprafață de 4 hectare pe malul de est al Râului Tennessee, lângă gurile Râului Sandy.
În mai 1861, guvernatorul statului Tennessee l-a numit pe procurorul general al statului, Daniel S. Donelson, în funcția de general de brigadă și i-a cerut să construiască fortificații pe râurile Tennessee-ului de Mijloc. Donelson a găsit câteva locuri potrivite, dar ele se aflau pe teritoriul statului Kentucky, pe atunci încă neutru. Mergând mai sus pe râu, pe teritoriul statului Tennessee, el a ales locul fortului ce avea să-i poarte numele pe valea Râului Cumberland. Colonelul Bushrod Johnson din Trupele de Geniu din Tennessee a aprobat poziția.
Când a început construcția Fortului Donelson, Donelson a avansat 19 km spre vest de Râul Tennessee și a ales poziția Fortului Henry, și i-a dat numele senatorului din Tennessee Gustavus Adolphus Henry Sr.. Întrucât Fort Donelson era pe malul de vest al Cumberlandului, el a ales malul estic al râului Tennessee pentru al doilea fort astfel încât o garnizoană să poată călători între ele pentru apărarea ambelor poziții, despre care credea că nu pot fi atacate simultan. Spre deosebire de fortul de pe Cumberland, Fort Henry se afla pe un teren jos și mlăștinos, dominat de dealurile de pe malul celălalt. Ca avantaj, avea un câmp de tragere de 3 km în josul râului. Echipa de analiză chemată de Donelson, formată din Adna Anderson, inginer constructor, și maiorul William F. Foster din Regimentul 1 de Infanterie Tennessee, au obiectat hotărât la această poziție și au apelat la Colonelul Johnson, care însă a aprobat-o în mod inexplicabil.

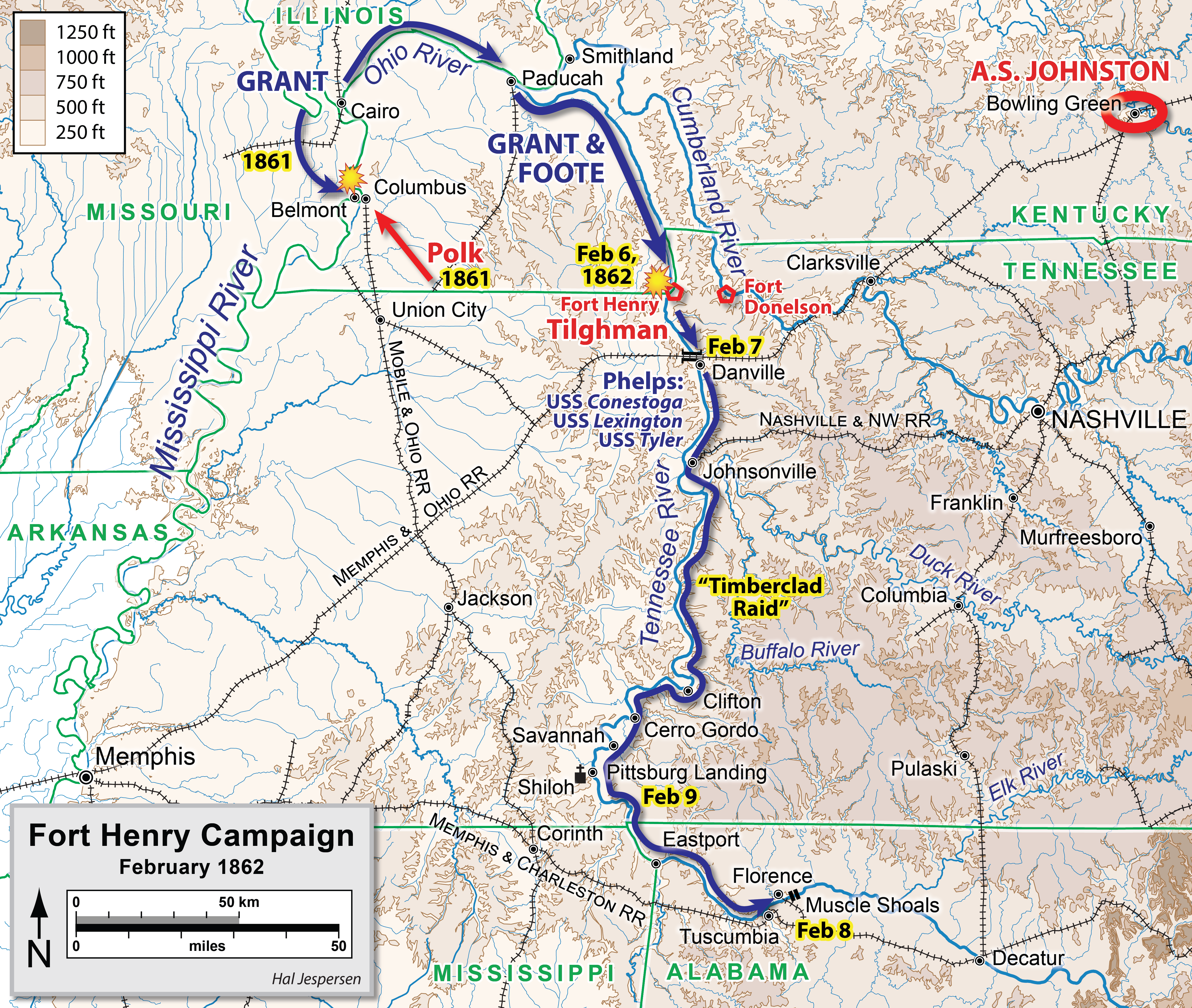
Campania pentru cucerirea Fortului Henry

Proiectul fortului era unul menit să oprească traficul pe râu, și nu să reziste la atacuri de infanterie de magnitudinea atacurilor tipice din timpul acestui război. Construcția a început în mijlocul lui iunie, cu oameni din Reginentul 10 de Infanterie Tennessee și sclavi, și primul tun a fost testat la 12 iulie 1861. Dar după acest elan inițial, în restul anului 1861 nu s-a mai întâmplat aproape nimic deoarece forturile de pe Râul Mississippi aveau prioritate mai mare la resurse umane și de artilerie. Spre sfârșitul lui decembrie, au mai sosit oameni din Regimentul 27 Infanterie Alabama împreună cu 500 de sclavi. Ei au construit o mică fortificație pe malul opus al râului pe Dealul lui Stewart, în raza de acțiune a artileriei Fortului Henry, denumind această redută Fort Heiman. În același timp, generalul Lloyd Tilghman a preluat comanda forturilor Henry și Donelson. La Fort Henry se aflau aproximativ 2.800–3.400 oameni, două brigăzi comandate de coloneii Adolphus Heiman și Joseph Drake. Ei erau înarmați mai ales cu flinte vechi din Războiul din 1812.
În Fort Henry se montaseră șaptesprezece tunuri înainte de bătălie, dintre care unsprezece acopereau râul și celelalte șase erau poziționate pentru apărare împotriva unui atac terestru. Erau două tunuri grele, un Columbiad de 250 mm și un tun ghintuit cu proiectile de 12 kg, restul fiind tunuri neghintuite cu proiectile de 16 kg. Mai erau și două tunuri pentru proiectile de 21 kg, dar nu exista muniție de acest calibru. Când râul era la nivel normal, zidurile fortului se ridicau la 6 m deasupra lui și aveau o grosime de 6 m la bază, fiind înclinate în sus până la o grosime de aproximativ 3 m la parapet. Dar în februarie 1862, ploile abundente au determinat creșterea nivelului râului, mare parte din fort fiind sub ape, inclusiv magazia de praf de pușcă.
Confederații au aplicat și o altă măsură de apărare, unică la acea vreme în istoria militară: mai multe torpile (în terminologie modernă, un câmp de mine marine) erau ancorate sub suprafața canalului principal de navigație, fiind făcute să explodeze la atingerea unei nave în trecere. Măsura s-a dovedit ulterior ineficientă din cauza nivelului crescut al râului și a deteriorării carcasei metalice a torpilelor.

## Bătălia

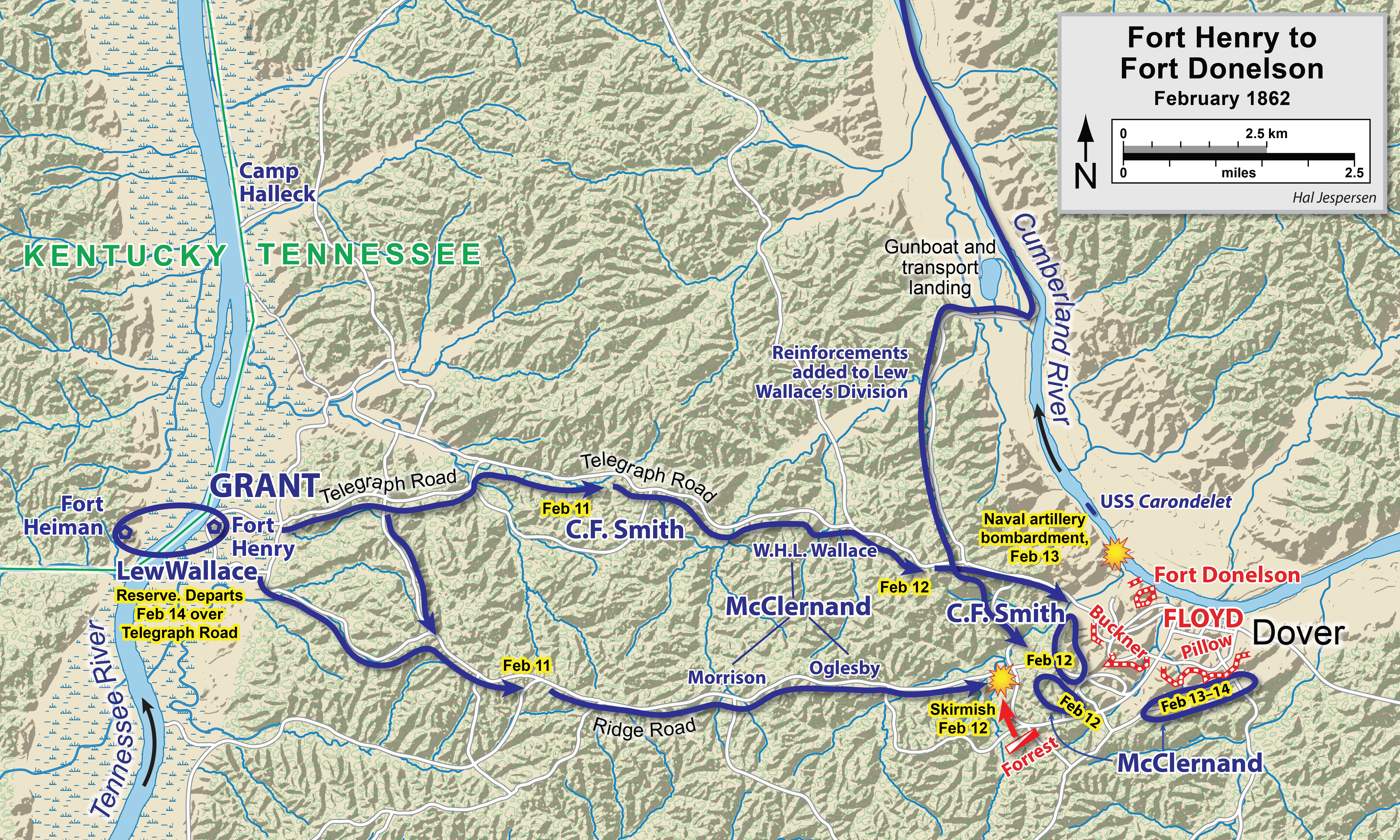
Bătălia de la Fort Henry şi mişcările spre Fort Donelson.

În zilele de 4 și 5 februarie, Grant și-a debarcat diviziile în două puncte diferite, pe a lui McClernand la 5 km nord pe malul de est al Râului Tennessee pentru a tăia retragerea garnizoanei și pe a lui C.F. Smith pentru a ocupa Fort Heiman din Kentucky, cu scopul de a asigura căderea fortului. Bătălia, însă, a fost până la urmă una mai ales navală și s-a încheiat înainte ca infanteria să intre în acțiune.
Tilghman și-a dat seama că este doar o chestiune de timp până când Fort Henry va cădea. Doar nouă tunuri mai rămăseseră deasupra apei și puteau fi folosite în apărare. Lăsând artileria din fort să lupte contra flotei Uniunii, el a escortat restul forțelor în afara zonei și le-a trimis pe ruta terestră spre Fort Donelson, aflat la 19 km distanță. Fort Heiman a fost abandonat la 4 februarie și aproape toți artileriștii au plecat din Fort Henry în ziua de 5 februarie. Cavaleria Uniunii i-a urmărit pe confederații în retragere, dar slaba calitate a drumurilor a împiedicat orice confruntare serioasă și doar câțiva au fost capturați.
Cele șapte vase ale lui Foote au început să bombardeze fortul la 6 februarie. Aceasta a fost prima luptă a Flotilei Vestice, cu cuirasate nou-proiectate și rapid construite. Foote și-a pus în față cele patru cuirasate în linie una lângă alta și a pus cele trei nave de lemn în spate, pentru un tir de distanță mare, mai puțin eficient. Mai ales înălțimea scăzută a tunurilor din Fort Henry a permis flotei lui Foote să evite avarii serioase; Tirul confederat a reușit să lovească navele doar acolo unde armura lor era mai solidă. O singură navă a fost grav avariată. Un proiectil norocos de 16 kg a pătruns în USS Essex și i-a lovit boilerul median, umplând jumătate din navă cu aburi. Treizeci și doi de oameni au murit sau au fost răniți, inclusiv comandantul navei William D. Porter, iar nava nu a mai intrat în acțiune în restul campaniei.

## Urmările și raidul vaselor de lemn
După o bătălie ce a durat 75 de minute, Tilghman s-a predat flotei care atacase fortul și se apropiase la 370 m. O ambarcațiune mică din flotă a reușit să treacă direct prin intrarea fortului și să-l ia pe Tilghman pentru ceremonia capitulării de la bordul lui Cincinnati. Doisprezece ofițeri și 82 de soldați s-au predat; totalul victimelor este estimat la 15 morți și 20 de răniți. Forța evacuată a lăsat în urmă toată artileria și tot echipamentul. Tilghman a fost luat prizonier, dar a fost eliberat într-un schimb la 15 august.
Tilghman a scris supărat în raportul său că Fort Henry se afla într-o „poziție militară mizerabilă. ... Istoria ingineriei militare nu are niciun caz similar.” Grant a trimis un scurt mesaj lui Halleck: „Fort Henry este al nostru. ... Voi captura și voi distruge Fort Donelson pe 8 și mă voi întoarce la Fort Henry.” Halleck a transmis la Washington: „Fort Henry este al nostru. Drapelul a fost din nou înălțat pe pământul Tennessee-ului. Nu va mai fi coborât niciodată.”
Dacă Grant ar fi fost la fel de precaut ca alți generali unioniști și ar fi amânat plecarea cu două zile, bătălia nu ar mai fi avut loc, deoarece la 8 februarie, Fort Henry era complet inundat. Cu toate acestea, populația Uniunii a tratat victoria de la Fort Henry ca pe una glorioasă. În ziua de 7 februarie, cuirasatele Cincinnati, St. Louis și Essex s-au întors la Cairo cu fluierele șuierând, arborând drapelele confederate cu susul în jos. Chicago Tribune scria că bătălia a fost „una dintre cele mai complete și mai clare victorii din analele mondiale ale războiului.”
Căderea Fortului Henry a deschis Râul Tennessee vaselor înarmate și de marfă ale Uniunii dincolo de granița statului Alabama. Imediat după capitulare, Foote l-a trimis pe locotenentul Phelps cu trei vase de lemn, Tyler, Conestoga și Lexington, într-o misiune în susul râului pentru a distruge instalațiile și proviziile de valoare strategică. Cuirasatele flotilei fuseseră avariate de bombardment și erau prea lente și prea greu manevrabile pentru această misiune, care includea urmărirea vaselor confederate. Raidul a ajuns până la Muscle Shoals, dincolo de Florence, Alabama, limita de navigabilitate a râului. Vasele Uniunii au distrus multe provizii și importantul pod al căii ferate Memphis & Ohio, la 40 km în amonte. Ei au capturat și mai multe vase sudiste, inclusiv Sallie Wood, Muscle, și un cuirasat în construcție, Eastport. Navele uniunii s-au întors în siguranță la Fort Henry pe 12 februarie. Phelps, însă, a făcut o mare greșeală în raidul său altfel reușit. Cetățenii orașului Florence l-au rugat să le cruțe orașul și podul feroviar, al căii ferate Memphis–Charleston. Phelps le-a spus că așa va face, nevăzând vreo importanță strategică militară a podului. Totuși, pierderea acestui pod ar fi rupt teatrul Confederat de război în două. Pe acest pod avea să treacă armata lui Johnston în drumul său spre Corinth, Mississippi, în preludiul bătăliei de la Shiloh.
După căderea Fortului Donelson în mâinile armatei lui Grant la 16 februarie, cele două rute majore de transport fluvial din vestul Confederației au devenit rute unioniste de mișcare a trupelor și proviziilor. Așa cum bănuia și Grant, această acțiune a flancat forțele confederate la Columbus, obligându-le la scurt timp după aceea să se retragă din oraș și din vestul Kentucky-ului.

## Conservarea
Deși strâns asociat cu Fort Donelson, locul Fortului Henry nu este gestionat de Serviciul Parcurilor Naționale din SUA ca parte din Câmpul Național de Bătălie Fort Donelson. El este monument național parte din zona națională de recreație „Țara dintre Lacuri”. La construirea unui baraj pe Râul Tennessee în anii 1930, construcție ce a dat naștere lacului de acumulare Kentucky, restul Fortului Henry a fost permanent scufundat. Un mic reper de navigație departe de linia țărmului statului Kentucky marchează locul colțului de nord-vest al fostei fortificații. Fort Heiman se afla pe o proprietate privată până în octombrie 2006, când biroul executiv al comitatului a transferat 61 de hectare asociate cu Fort Heiman Serviciului Parcurilor Naționale, pentru gestiune ca parte a Câmpului Național de Bătălie Fort Donelson. Unele dintre fortificații sunt încă vizibile.